# جیحون نوری‌اف
جیحون نوری‌اف (ترکی آذربایجانی: Ceyhun Nuriyev؛ زادهٔ ۳۰ مارس ۲۰۰۱) بازیکن فوتبال اهل جمهوری آذربایجان است.
وی همچنین در تیم‌های ملی فوتبال زیر ۱۷ سال جمهوری آذربایجان و زیر ۲۱ سال جمهوری آذربایجان بازی کرده‌است.